# Javier Bosma
Pour les articles homonymes, voir Bosma.
Francisco Javier Bosma Mínguez, né le 6 novembre 1969 à Figueras (province de Gérone), est un joueur espagnol de beach-volley, désormais retraité. Il a remporté la médaille d'argent de la discipline aux Jeux olympiques d'été de 2004 à Athènes avec son compatriote Pablo Herrera. 
Javier Bosma a commencé à jouer au beach-volley en 1994 et a également participé aux Jeux olympiques d'été en 1996 et en 2000, terminant deux fois 5e. Il a été opéré six fois de sa jambe droite et a pris sa retraite à la fin de l'année 2006.

## Palmarès
- Jeux olympiques
  -  Médaille d'argent en 2004 à Athènes avec Pablo Herrera

- Championnats d'Europe
  -  Médaille d'argent en 1994 à Almería avec Santiago Aguilera
  -  Médaille d'argent en 1999 à Palma de Mallorca avec Fabio Díez